# Paris-Roubaix 1923
Paris-Roubaix din 1923 a fost a 24-a ediție a Paris-Roubaix, o cursă clasică de ciclism de o zi din Franța. Evenimentul a avut loc pe 1 aprilie 1923 și s-a desfășurat pe o distanță de 270 de kilometri de la Paris până la velodromul din Roubaix. Câștigătorul a fost Heiri Suter din Elveția.

## Rezultate
| Loc | Ciclist                 | Timp       |
| --- | ----------------------- | ---------- |
| 1   | Heiri Suter (SUI)       | 8h 58' 15" |
| 2   | René Vermandel (BEL)    | +0' 00"    |
| 3   | Félix Sellier (BEL)     | +0' 00"    |
| 4   | Theofiel Beeckman (BEL) | +0' 00"    |
| 5   | Charles Lacquehay (FRA) | +0' 00"    |
| 6   | Marcel Huot (FRA)       | +0' 00"    |